# Ломница (Добричская область)
Ломница (болг. Ломница) — село в Болгарии. Находится в Добричской области, входит в общину Добричка. Население составляет 328 человек.

## Политическая ситуация
В местном кметстве Ломница, в состав которого входит Ломница, должность кмета (старосты) исполняет Гюлер Анисова Юнусова (Движение за права и свободы (ДПС)) по результатам выборов правления кметства.
Кмет (мэр) общины Добричка — Петко Йорданов Петков (Болгарская социалистическая партия) по результатам выборов в правление общины.